# Юрковський Віктор Іванович
Ві́ктор Юрко́вський (нар. 21 жовтня 1954, с.Насипне, УРСР — пом. 1 жовтня 1995, м.Сімферополь, Україна) — колишній радянський футболіст, воротар. Майстер спорту (1977).

## Біографія
Віктор Юрковський народився у селі Насипному, що підпорядковується Феодосійській міській раді. На високому рівні дебютував у двадцятирічному віці, зайнявши місце у воротах першолігової «Таврії». Молодий голкіпер одразу привернув до себе увагу вболівальників та спеціалістів завдяки гнучкості, спритності та однаково впевнених дій як на лінії воріт, так і на виходах.

Не дивно, що вже у 1977 році Віктор опинився у головному клубі республіки — київському «Динамо». Більше того, він зміг одразу ж зарекомендувати себе так, що Валерій Лобановський надав перевагу Юрковському перед видатним динамівським голкіпером Євгеном Рудаковим. У першому сезоні Віктор пропустив 11 м'ячів у 28 матчах та допоміг киянам завоювати черговий чемпіонський титул. У наступному Юрковський знову був незамінним та наднадійним, проте прикрий гол, через який «Динамо» вилетіло з розіграшу Кубка Чемпіонів 1978/79, надломив голкіпера і він поступово став втрачати позиції, поступившись місцем у основі Юрію Роменському.

Після закінчення сезону 1979, який Віктор провів на лаві запасних, він вирішив перейти до сімферопольської «Таврії». Значно посиливши і так міцний кримський колектив, Юрковський посприяв поверненню «Таврії» до еліти радянського футболу, де, однак, сімферопольці затрималися лише на сезон. У цьому клубі неймовірно талановитий голкіпер, що так і не зміг себе реалізувати повністю і закінчив кар'єру, коли йому виповнився всього лиш 31 рік. Він так і не досяг звання найкращого голкіпера країни, не дочекався виклику до національної збірної, хоча за потенціалом безперечно заслуговував цього, можливо, більше за інших. Якщо не враховувати матчі єврокубків, то представляти СРСР на міжнародній арені Юрковському довелося лише один раз — у 1983 році він у складі збірної спортивного товариства залізничників здобув перемогу на міжнародному турнірі.

Після закінчення спортивної кар'єри працював вчителем фізкультури та директором однієї з середніх шкіл Бахчисарая. Певний час займав різні посади у «Таврії».

1 жовтня 1995 року Віктор Іванович трагічно загинув в автокатастрофі. Поховано його на кладовищі у рідному Насипному. Щороку, починаючи з 1996, на полях Автономної Республіки Крим проводиться меморіал пам'яті Юрковського. А 25 жовтня 2007 року на Батьківщині футболіста було відкрито меморіальну дошку у школі № 16, де футболіст навчався з 1962 по 1970 рік.

## Досягнення
Командні трофеї
 «Динамо» (Київ)
- Чемпіон СРСР (1): 1977
- Срібний призер чемпіонату СРСР (1): 1978
- Володар Кубка СРСР (1): 1978
- Бронзовий призер чемпіонату СРСР (1): 1979

 «Таврія» (Сімферополь)
- Переможець першої ліги Чемпіонату СРСР (1): 1980
- Переможець турніру Міжнародного Спортивного Товариства Залізничників (1): 1983
- Чемпіон другої ліги Чемпіонату СРСР (1): 1985

Індивідуальні досягнення
- У списках 33-х найкращих футболістів чемпіонату СРСР (1): № 3 (1977)

## Цікавий факт
- Віктору Юрковському належить унікальне досягнення. Він спромігся парирувати два удари з одинадцятиметрової відмітки протягом однієї хвилини! Сталося це 26 серпня 1978 року у матчі між київським «Динамо» та московським ЦСКА[5].